# خروس‌کلی تاجدار
خروس‌کلی تاجدار (نام علمی: Vanellus coronatus) نام یک گونه از سرده خروس‌کلی‌ها است.